# Thelopsis
Thelopsis is een geslacht in de familie Stictidaceae. De typesoort is Thelopsis rubella.

## Soorten
Volgens Index Fungorum telt dit geslacht 12 soorten (peildatum december 2023):
| Soortnaam                | Auteur(s)                             | Publicatiejaar |
| ------------------------ | ------------------------------------- | -------------- |
| Thelopsis africana       | van den Boom                          | 2012           |
| Thelopsis chirisanensis  | Lőkös, S.Y. Kondr. & Hur              | 2016           |
| Thelopsis corticola      | (Coppins & P. James) Sanderson & Ertz | 2021           |
| Thelopsis cruciata       | Aptroot & M. Cáceres                  | 2015           |
| Thelopsis gangwondoensis | S.Y. Kondr., Lőkös, J.-J. Woo & Hur   | 2018           |
| Thelopsis isiaca         | Stizenb.                              | 1895           |
| Thelopsis loekoesii      | S.Y. Kondr., J.P. Halda & Hur         | 2016           |
| Thelopsis muriformis     | Aptroot & K.H. Moon                   | 2009           |
| Thelopsis paucispora     | Breuss & M. Schultz                   | 2007           |
| Thelopsis rubella        | Nyl.                                  | 1855           |
| Thelopsis spinulosa      | Aptroot                               | 2020           |
| Thelopsis ullungdoensis  | J.P. Halda, Dong Liu & Hur            | 2020           |